# Stockholm, Wisconsin
Ej att förväxla med Stockholm (stad), Wisconsin.
Stockholm är ett samhälle (village) med 78 invånare (2020) i delstaten Wisconsin i USA. Stockholm ligger i Pepin County. Samhället ligger inom staden Stockholms administrativa gränser.

## Historia
Stockholm grundades 1854 av invandrare från Bjurtjärns socken i Karlskoga bergslags härad, som idag är en del av Storfors kommun. Kolonins grundande leddes av Erik Peterson, som kom att få en informell ledarroll och därför kallades "Kung Erik".
Fler än 100 personer från Karlskoga och Bjurtjärn slog sig ner i Stockholm.
Samhället fick sitt namn efter Sveriges huvudstad och är ett av flera amerikanska samhällen som bär namnet Stockholm.